# 시골의 어느 하루
시골의 어느 하루(Un Dimanche A La Campagne, A Sunday In The Country)는 프랑스에서 제작된 베르트랑 타베르니에 감독의 1984년 영화이다. 루이스 뒤크로 등이 주연으로 출연하였고 베르트랑 타베르니에 등이 제작에 참여하였다.

## 출연

### 주연
- 루이스 뒤크로
- 미첼 오몬트

### 조연
- 사빈느 아젬마
- 제네비에브 무니치
- 모니크 쇼메트
- 쿠엔틴 오지에

## 제작진
- 원작자: 피에르 보스트
- 프로듀서: 알랭 사르드
- 의상: 이본느 사시 드 네슬